# 白石弥生子
白石 弥生子（しらいし やえこ、1951年（昭和26年）11月4日 - ）は、日本の地方公務員。東京都議会議会局長、東京都保健医療公社理事長などを経て、東京都障害者スポーツ協会会長、東京マラソン財団副理事長、東京オリンピック・パラリンピック競技大会組織委員会理事、東京メトロ監査役。

## 人物・経歴
島根県出身。1974年東京教育大学卒業、東京都庁入庁、東京都立駒込病院開設準備室配属。
1982年東京都福祉局心身障害者福祉部計画主査。1989年東京都立足立高等職業技術専門校副校長。1996年東京都福祉局計画調整課長。2000年東京都立府中病院事務局長。2006年東京都監査事務局長。2009年東京都議会議会局長。2011年財団法人東京都福祉保健財団理事長。2012年公益財団法人東京都保健医療公社理事長。2014年社会福祉法人東京都社会福祉事業団理事長。2015年東京地下鉄監査役。
2018年から公益財団法人東京都障害者スポーツ協会会長として、障害者スポーツの振興にあたり、2019年から一般財団法人東京マラソン財団副理事長・代表理事も兼務。公益財団法人みずほ福祉助成財団選考委員、公益財団法人日本障がい者スポーツ協会理事なども兼任し、2021年には女性蔑視問題で揺れる公益財団法人東京オリンピック・パラリンピック競技大会組織委員会理事に選任された。2023年東京都交友会理事長。

## 栄典
2024年4月 春の叙勲で瑞宝小綬章を受章